# William Walker (wielrenner)
William Walker (Subiaco, 31 oktober 1985) is een Australisch voormalig wielrenner. Hij werd in 2005 tweede op het WK voor beloften in Madrid. Hij eindigde zijn loopbaan op 17 februari 2014.

## Belangrijkste overwinningen
2003
- 4e etappe Geelong Bay Classic Serie
- Proloog Canberra Tour

2004
- 13e etappe Herald Sun Tour
- Melbourne-Warnambool
- 3e etappe en eindklassement Tour of Sunraysia
- 1e, 2e etappe en eindklassement Tour of the Southern Grampians

2005
- 2e etappe Circuito Montañés

2006
- Australisch kampioen op de weg

## Grote rondes
Eindklasseringen in grote rondes, met tussen haakjes het aantal etappeoverwinningen.
| Jaar | Ronde van Italië | Ronde van Frankrijk | Ronde van Spanje |
| ---- | ---------------- | ------------------- | ---------------- |
| 2006 |                  |                     | 112e             |
| 2007 | 57e              |                     |                  |

## Ploegen
- 2005-Rabobank Continental Team
- 2006-Rabobank Continental Team (tot 30/06)
- 2006-Rabobank (vanaf 01/07)
- 2007-Rabobank
- 2008-Rabobank
- 2009-Fuji-Servetto (tot 28/02)
- 2012-Drapac Cycling (vanaf 10/07)
- 2013-Drapac Cycling
- 2014-Synergy Baku Cycling Project (tot 17/02)